# Сабах аль-Ахмед Си-Сити
Сабах аль-Ахмед Си-Сити (араб. مدينة صباح الأحمد البحرية‎, англ. Sabah Al Ahmad Sea City) — город в Эль-Хиране, Кувейт, построенный из каналов, образующих 200 километров искусственной береговой линии. В городе проживает до 250 000 жителей. Город был открыт в середине 2016 года. Искусственные острова, составляющие этот район, необычны, потому что они были построены для прокладки больших каналов в пустынной земле, а не для использования мелиорированных земель. Город считается новаторским проектом в регионе благодаря экологически устойчивым методам строительства.
Первая фаза проекта была открыта для выхода в море в 2004 году. Строительство стоимостью в несколько миллиардов долларов осуществляется в рамках 25-летнего периода строительства, состоящего из десяти этапов. Сабах аль-Ахмед Си-Сити — первый городской район в Кувейте, полностью построенный частным застройщиком.

## Галерея

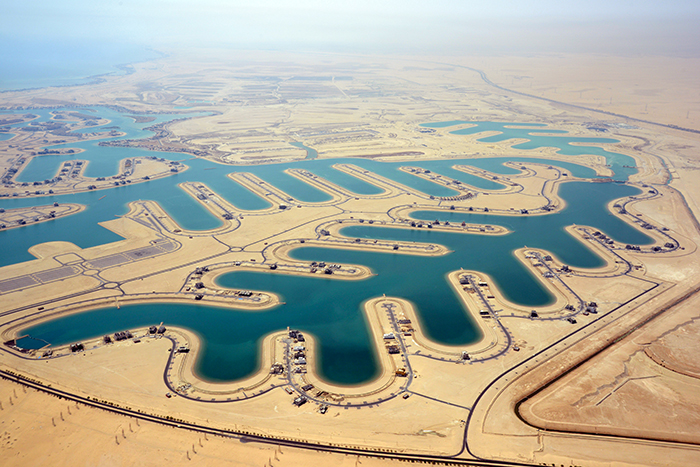
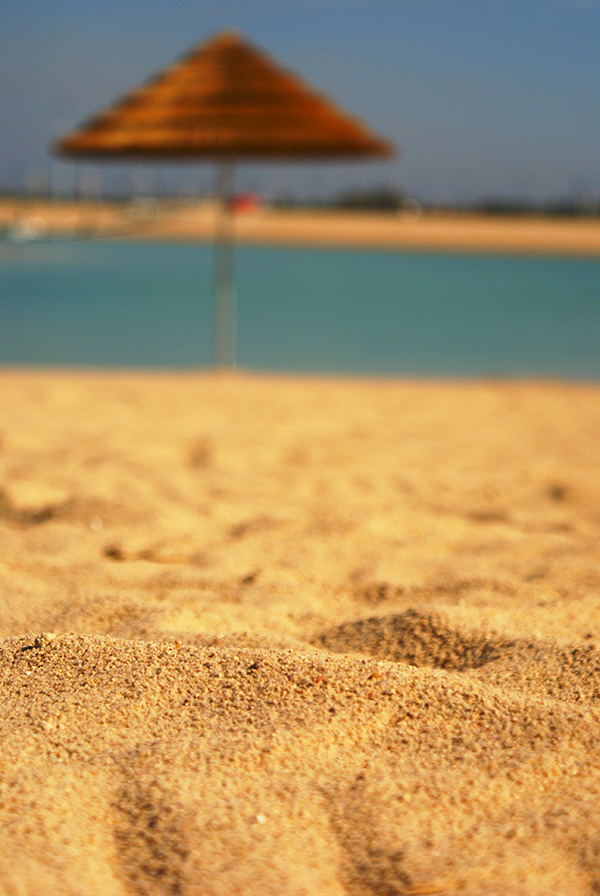
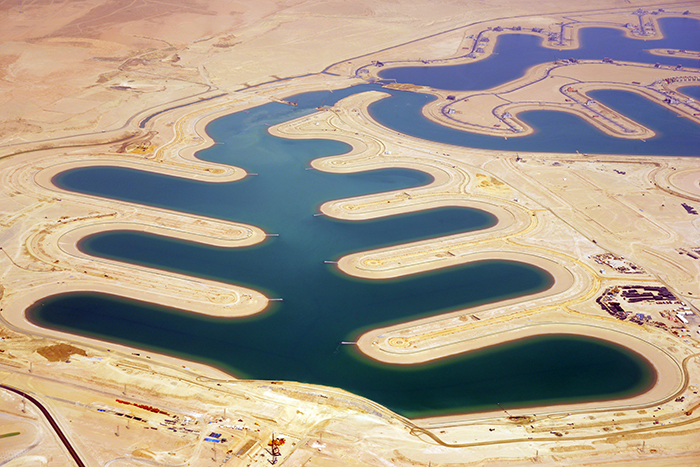
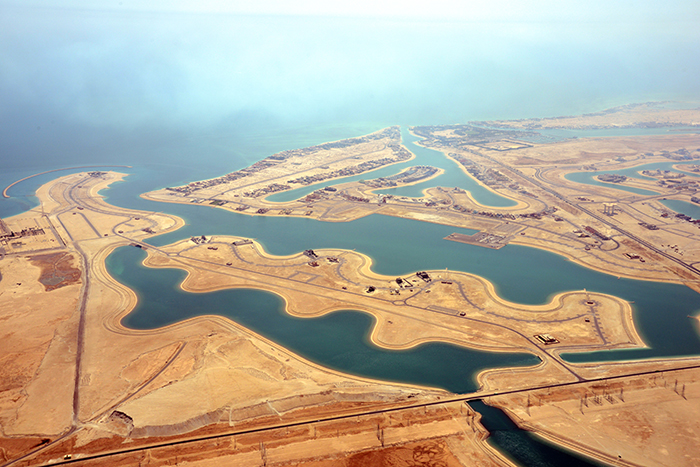
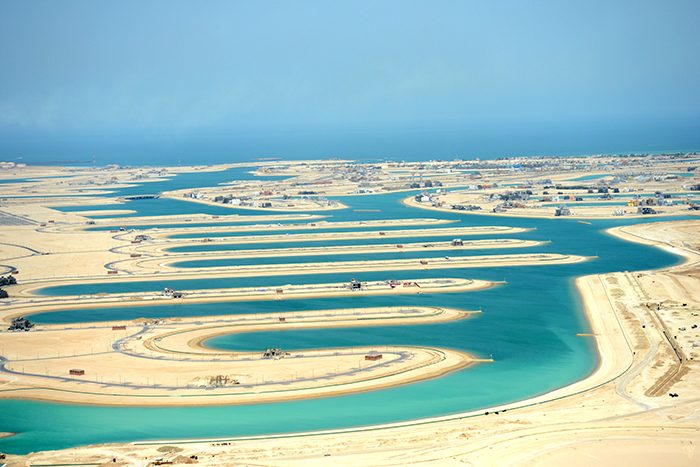
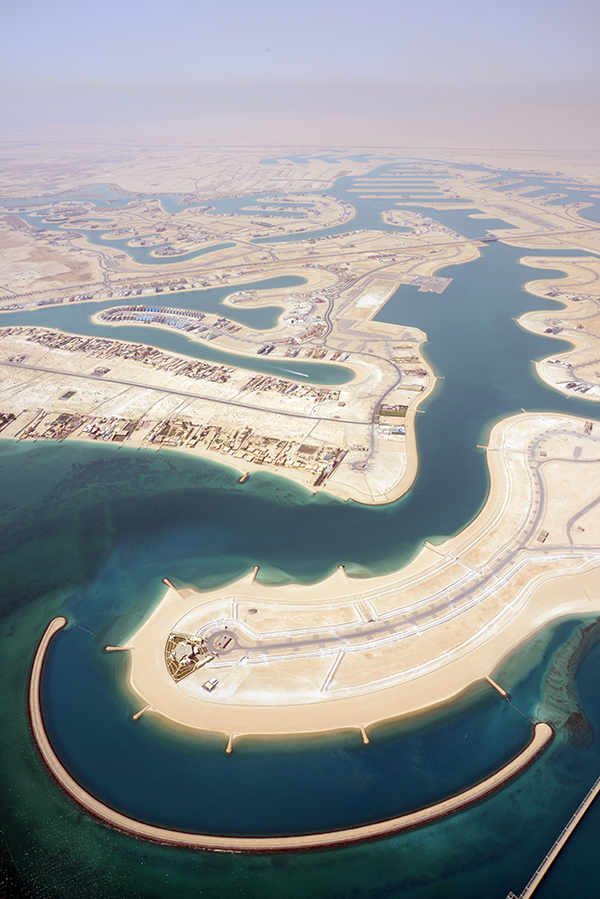
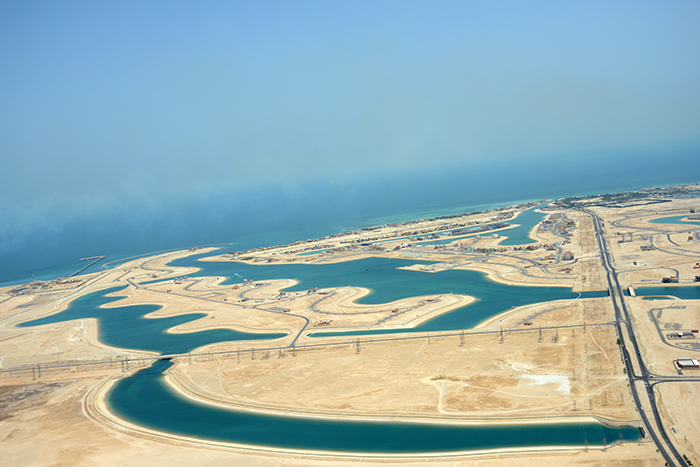
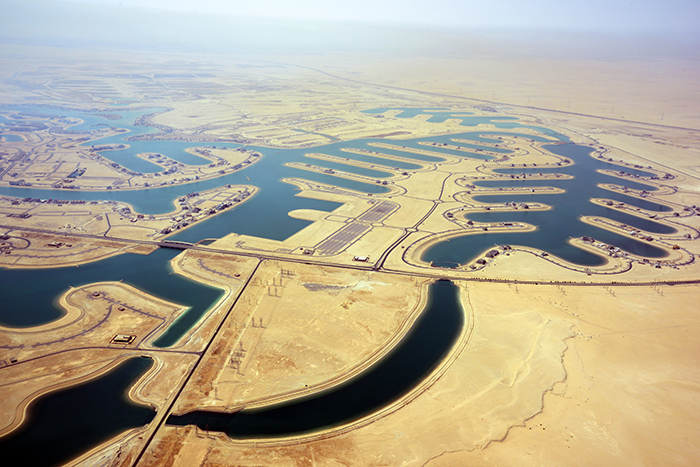
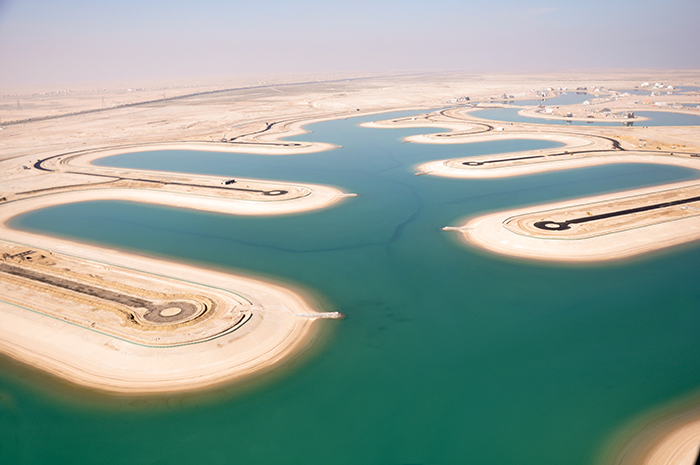
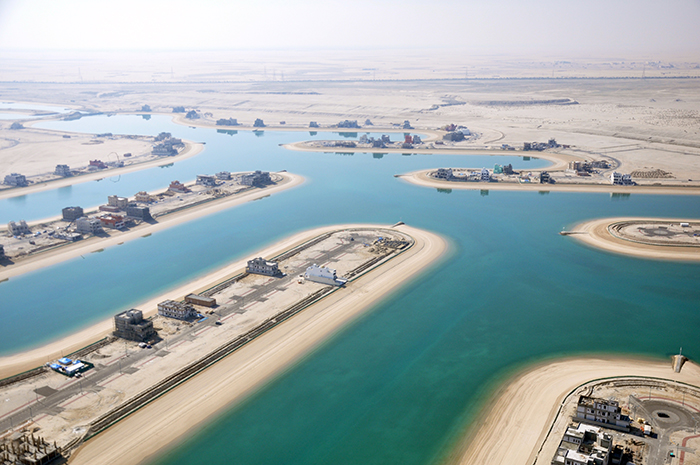
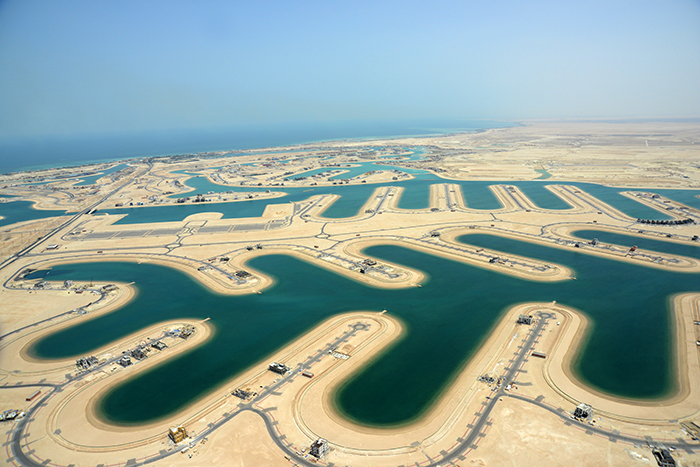
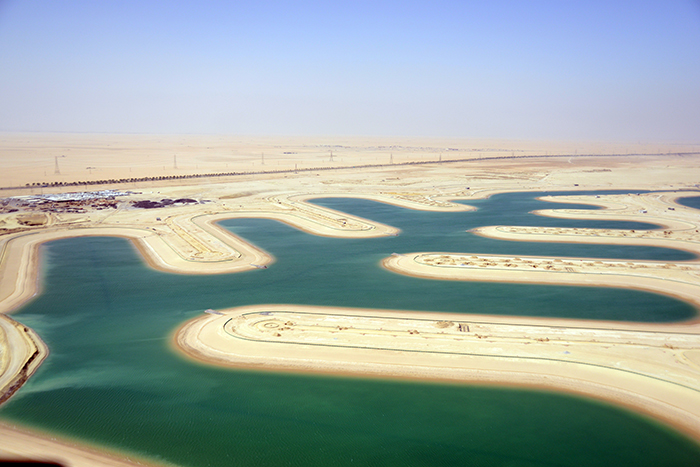
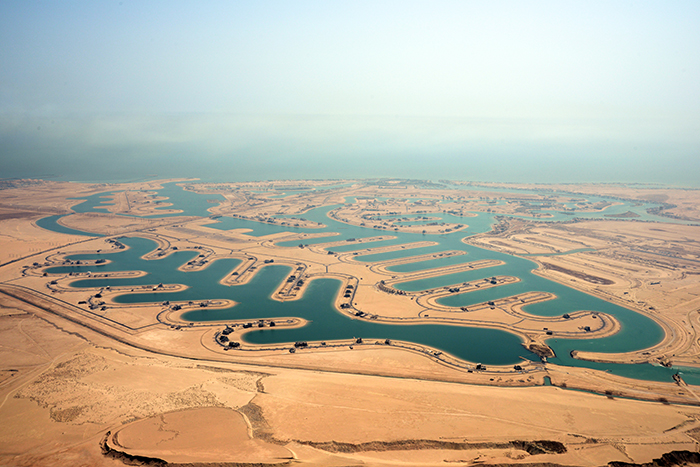
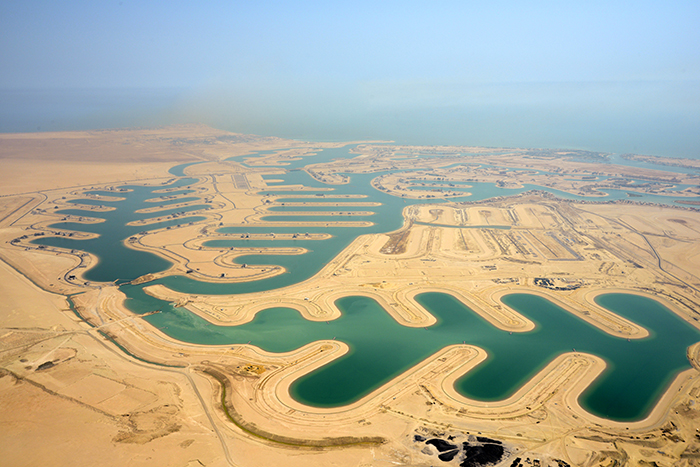
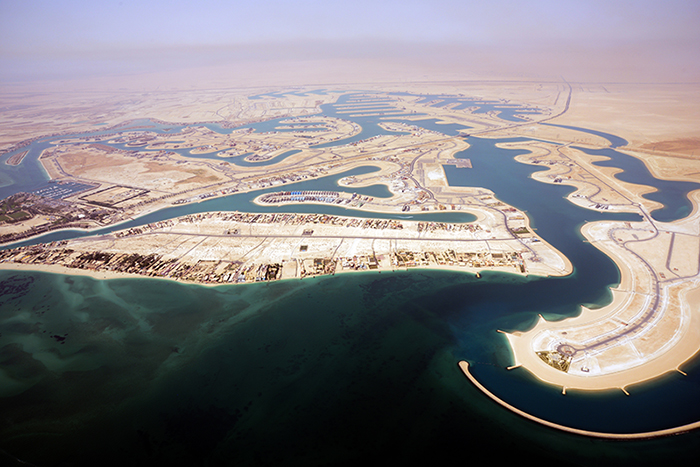
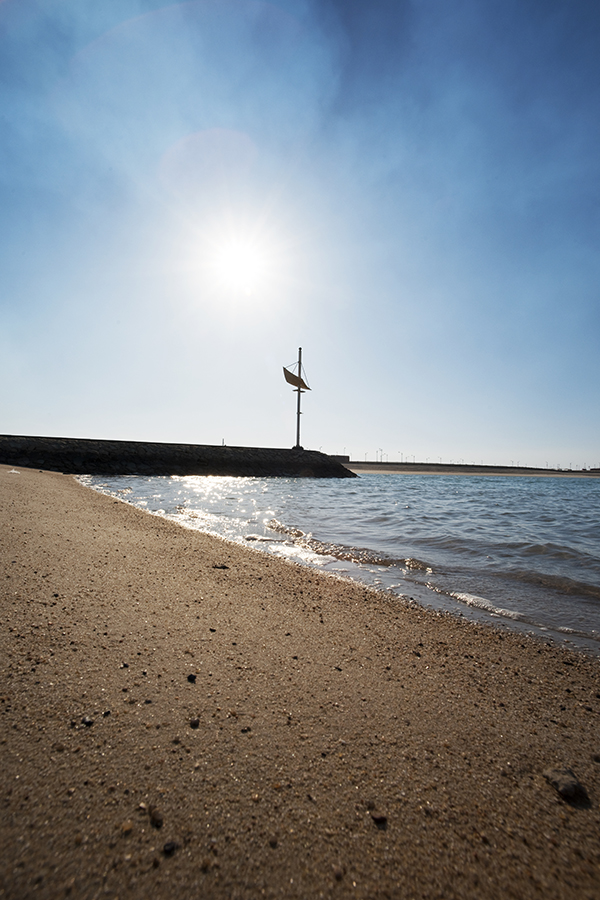